# Mae Nam Yom
Der Mae Nam Yom (Thai: แม่น้ำยม, Aussprache: [mɛ̂ː náːm jom]), oder nur Yom, ist ein Fluss in Nord-Thailand.
Er entspringt im Landkreis (Amphoe) Pong in der Provinz Phayao, fließt weiter nach Süden und bildet die Hauptwasserader der Provinzen Phrae und Sukhothai. Zu beiden Seiten des Yom finden sich in Si Satchanalai Brennöfen der alten Keramikwerkstätten aus dem 14. bis 16. Jahrhundert. Schließlich mündet er in Amphoe Chum Saeng, Provinz Nakhon Sawan, in den Mae Nam Nan und bildet damit einen der vier Quellflüsse des Mae Nam Chao Phraya, des Hauptstromes von Thailand.
Das Einzugsgebiet des Yom und seiner Zuflüsse umfasst eine Fläche von 23.616 km²; es liegt in den Provinzen Sukhothai, Phitsanulok, Phichit, Phrae und Lampang.

## Nationalparks
Der Mae Nam Yom fließt durch den 455 km² großen Nationalpark Mae Yom (Thai: อุทยานแห่งชาติแม่ยม) in der Provinz Phrae.